# Creía que mi padre era Dios
Creía que mi padre era dios, relatos verídicos de la vida americana es una colección de historias reales recopilados por el escritor Paul Auster.

## Argumento
Durante una colaboración con el programa de radio Weekend All Things Considered  de la Radio Nacional Pública (NPR ). Paul Auster invitó a sus oyentes a enviar sus mejores relatos para ser leídas en al aire, en repuesta recibió más de 4,000 historias,180 de los cuales conforman este libro. Las historias están divididas por temas, tales como animales, familia, guerra, amor, sueños. La variedad de sus narradores hace que este libro sea un relato de la vida americana en sus vivencias más bizarras y especiales.